# Louis-Prudent Douillard
Louis-Prudent Douillard, né le 25 août 1790 à Nantes et mort à Paris le 20 juillet 1869, est un architecte français qui a généralement travaillé en association avec son frère cadet Constant.

## Biographie

### Origines, famille, formation
Louis-Prudent Douillard est le fils de Julien-François Douillard, lui-même architecte, maire de Nantes en 1797-1798, député à la fin du Directoire et conseiller de préfecture pendant la période napoléonienne.
Le 19 novembre 1821, il épousa Justine Crucy (née en 1798), la fille de Louis Crucy (le frère de Mathurin Crucy, architecte-voyer de la ville de Nantes de 1780 à 1800). 
18 mois plus tard, Constant épouse lui aussi la sœur de Justine, Alexandrine-Zita (née en 1801).
Il sera le père des architectes Ludovic-François Douillard (né en 1823) et Michel Douillard (né en 1829), ainsi que du peintre Alexis Douillard (né en 1835).
Élèves d'André Chatillon à Paris, les frères Douillard ont joué un rôle notamment comme architectes des hôpitaux de Loire-Inférieure.

### Réalisations
À Nantes, Louis-Prudent et Constant Douillard conçoivent l'hôpital général Saint-Jacques, mettant en application les grands principes hygiénistes du XIXe siècle tels que la séparation des différents pavillons selon les spécialités médicales ainsi que l'aménagement de galeries de circulation reliant les pièces et facilitant l'aération des chambres. Son implantation sur les bords de la Loire, à l'emplacement de l'ancien hospice des pèlerins de Saint-Jacques, reflète aussi les soucis de ventilation. Ils réalisent aussi la place du Sanitat (1835) à l'endroit où s'élevait auparavant l'hospice de la ville de Nantes rendu inutile par la construction de l'hôpital Saint-Jacques. Cette place, un hémicycle formé par des immeubles à façade imposée et conçue comme un théâtre pour la façade de l'église Notre-Dame-de-Bon-Port (1846-1856, par Joseph-Fleury Chenantais et Saint-Félix Seheult), elle aussi érigée à ce moment, est fortement emprunte du néo-classicisme nantais. Ils sont aussi à l'origine de la place Sainte-Croix (années 1820) et de la chapelle des Capucins, située rue Noire.
En dehors de Nantes, ils ont dirigé la construction d'un autre établissement de soins, l'hospice de Savenay, ainsi que de l'église paroissiale de Mauves-sur-Loire.

## Liens